# Justicia striata
Justicia striata là một loài thực vật có hoa trong họ Ô rô. Loài này được (Klotzsch) Bullock mô tả khoa học đầu tiên năm 1932.